# ウィリアム・デュポン・ジュニア
ウィリアム・フランシス・デュ・ポン・ジュニア（William Francis du Pont Jr.、1896年2月11日 - 1965年12月31日）は、イギリス出身のアメリカ合衆国の実業家、銀行家、およびサラブレッド競馬の馬主。
デラウェアデュポン家の一員であり、ウィリアム・デュポンとアニー・ロジャース・ジンの間に儲けられた息子であり、ホースマンとして知られたマリオン・デュポン・スコットの兄弟であった。デュポン・ジュニア自身も競馬と関わりが深く、特に競馬場の設計者として20以上の競馬場の開発・設計に携わった。

## 若年期
デュポン・ジュニアはイギリスのサリーにある、ローズリーパークでという16世紀に建てられた邸宅で生まれた。デュポン・ジュニアはウィリアム・デュポン・シニアの2番目の子供であり、母はアニー・ジン（旧姓ロジャース）、姉にマリオンがいた。アメリカ移住後、デュポンは両親が購入して拡張した、ジェームズ・マディソン大統領の邸宅であったモントピリアで育った。
デュポン姉弟は私立学校で教育を受けた。そして障害競走、狩猟、馬術競技会などを通じてサラブレッド競馬の世界に興味を持つようになった。のちにウィリアムはサラブレッド競馬に強く関わるが、マリオンもまた、競馬と繁殖事業への貢献を行っていった。

## 経歴・家族
1919年1月1日、デュポンはジャン・リセター・オースティンと結婚した。ジャンの父ウィリアム・リセター・オースティンは、ボールドウィン・ロコモティブ・ワークスの鉄道王であり、ペンシルベニア州ローズモントで開かれたこの資産家同士の結婚式は、各メディアから「世紀の結婚式」としてもてはやされた。
オースティンは、デュポンらに結婚祝いとして600エーカー (2.4 km2)以上の土地をプレゼントし、デュポン2世の父ウィリアムは1922年にその敷地に同じく結婚祝いの「リセッター・ホール」を建設した。 3階建てのジョージアン様式の邸宅は、デュポンが育ったモントピリアのレプリカであった。

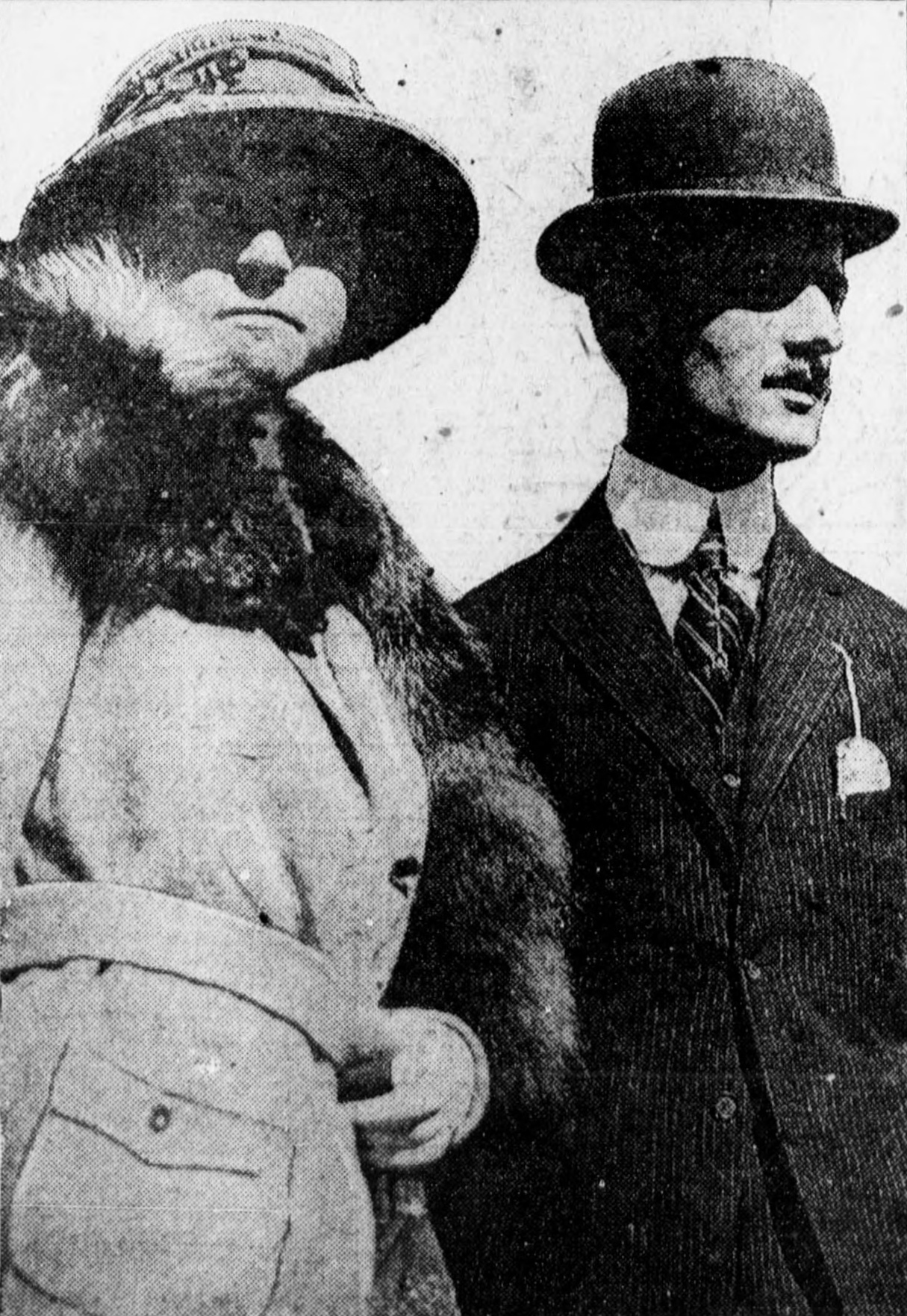
デュポンと妻のジャン・リセター、1919年

デュポンは、1921年に父が社長（後に取締役会会長）を務めていたデラウェア・トラスト・カンパニーの取締役会員に選出された。以降、デュポンは生涯銀行家を務めあげた。
1928年、父ウィリアムが亡くなると、デュポン・ジュニアはデラウェア州のベルビューホールの不動産を相続した。この邸宅は1855年に建てられたゴシックリバイバルの城郭を模したものであったが、デュポンはこの邸宅をモントピリアのレプリカとして改築した。また、デラウェア・トラスト・カンパニーの社長のポストが空いたことにより、デュポンはその地位に昇進した。
デュポン夫妻は、その所有地にリセッターホール牧場を開設した。リセッターホールは1920年代・1930年代当時においては大西洋中部の競走馬牧場施設の最先端で、アメリカで最初の屋内トラックに加えて、競走馬用の大きな厩舎が備えられていた。このほか若駒調教用の全長120フィート・幅40フィートの屋内輪乗り場、半マイルのトレーニングトラック、それに隣接するコンビネーションビューイングスタンドと給水塔、繁殖用施設、狩猟用やショー用の馬の小屋、馬を競技場に輸送するための傾斜路のある荷積み用納屋、芝生の半マイルのシュートなどが設けられていた。このほか、ベルビューホールの敷地内には、狩猟用馬の納屋、2つの屋内トレーニングトラック、屋外トラックなどリセッターホールと同様の施設が建設された。
デュポンとジャンには、女子2人と男子2人、合計4人の子供がいた。彼らは1941年2月、末っ子のジョンが2歳のときに離婚した。ジャンは離婚の際、父親が彼女に与えた土地などの財産を持っていったため、離婚後のデュポンは住居をベルビューホールに移し、以降そこに定住した。
デュポンは1947年に、テニスチャンピオンのマーガレット・オズボーンと再婚した。デュポンは妻のためにベルビューホールに屋内と屋外の両方のテニスコートを建てた。オズボーンとデュポンは1964年に離婚している。マーガレットとの間には、息子のウィリアム・デュポン3世がおり、デュポン3世もサラブレッド競馬で活動し、後にケンタッキー州レキシントンでピラースタッドを所有した。
同年、デュポンはデラウェア・トラスト・カンパニーの取締役会会長に任命され、社長と兼任した。
デュポンは1965年12月31日にウィルミントン医療センターで死去、69歳であった。

## フォックスキャッチャー牧場
デュポンは1920年代に、リセッターホール牧場で大規模なサラブレッド競馬事業を始めると、仮定名称として「フォックスキャッチャーファーム（Foxcatcher Farm）」を使った。その後ベルビューホールに移り住んだ後もそこで競走馬の生産を続け、ベルビューホールのほかメリーランド州フェアヒルに1,000エーカー (4.0 km2)の障害競走コースを開設した。
1927年、デュポンはイギリスからザテトラークの子であるサトラップを輸入し、バージニア州ボイス近郊のウォルナットホール牧場に繋養した。また1936年にアーガー・ハーン3世の持つエプソムダービー優勝馬である種牡馬ブレニムを購入して輸入されると、デュポンもそのシンジケートに参加した。
デュポンは当初プレストン・バーチを調教師として雇い、1930年代半ばに、リチャード・ハンドルンがそれを引き継いだ。ハンドルンのもとでデュポン陣営は1960年代まで安定した成功を収め、1938年のプリークネスステークスをダウバーで制するなどの結果を残した。以下は代表的な所有馬。
- フェアスター - 1926年アメリカ最優秀2歳牝馬
- ホワイトクローバーII - 1932年サバーバンハンデキャップ
- ローズモント - 1935年ウィザーズステークス、1937年サンタアニタハンデキャップ[2]
- ルーラー - 1929年・1930年ブルックスティープルチェイス。デュポンにとって最初の自家生産馬によるステークス競走勝ち馬[2]
- フェアリーチャント - 1940年アメリカ最優秀3歳牝馬、1941年アメリカ最優秀古牝馬
- パルロ - 1954年アメリカ最優秀3歳牝馬、1954年・1955年アメリカ最優秀古牝馬
- ベルロ - 1960年アメリカ最優秀3歳牝馬

デュポンの競馬への関心は、競馬場の開発と設計にまで及んだ。彼はメリーランド州セシル郡のフェアヒルにあった障害競走用競馬場であるフェアヒルや、平地競走用のデラウェアパーク競馬場を含む23の競馬場を建設した。彼はまた、競馬場の開発を承認するための法律の作成を支援し、デラウェアパークなどの主要株主でもあった。

## 遺産
デュポンの死後、ベルビューホールの不動産を欲した相続人がいなかったため、1976年にデラウェア州が購入し、ベルビュー州立公園として一般に公開された。
1979年、デラウェアスポーツ博物館はデュポンの功績を称え、その殿堂入りを発表した。